# هرکولس (کالیفرنیا)
هرکولس (به انگلیسی: Hercules) شهری در شهرستان کنترا کوستا ایالت کالیفرنیا است که در سرشماری سال ۲۰۱۰ میلادی، ۲۴۰۶۰ نفر جمعیت داشته است.